# Eulichas pantherina
Eulichas pantherina is een keversoort uit de familie Eulichadidae. De wetenschappelijke naam van de soort is voor het eerst geldig gepubliceerd in 2008 door Hájek.